# Parthenopi
Parthenopi (griechisch Παρθενόπη) ist eine kleine Insel in Griechenland im südlichen Golf von Euböa bzw. im Euripos zwischen Agia Marina auf Attika und Styra auf Euböa.

## Geographie
Die etwa 500 × 300 m große, schildkrötenförmige Insel ist unbewohnt, wird jedoch auf ihrer höchsten Stelle von einem alten Leuchtturmgebäude gekrönt. Sie ist die Hauptinsel der Verdougia-Inseln, zu der neben ihr die Inseln Derakotos (Δερακωτός) 200 m nordwestlich, Platadoura (Πλαταδούρα) 150 m südöstlich und die ganz kleine Xeropoulia (Ξεροπούλια) im Südosten gehören.
Die Fährverbindung vom Hafen Agia Marina (Λιμάνι Αγίας Μαρίνας) nach Nea Styra (Νέα Στύρα) über den Euripos verläuft unmittelbar südlich der kleinen Inselgruppe.

## Schiffsunglück
Am 19. Januar 1947 ereignete sich in unmittelbarer Nähe das bisher verlustreichste Unglück in der griechischen Schifffahrt, als die Heimara (Χειμάρρα) sich bei Derakotos an einem felsigen Riff die Seite aufriss und anderthalb Stunden später nach Kesselexplosion und Stromausfall bei Parthenopi sank. Von den 544 Passagieren und 86 Besatzungsmitgliedern an Bord fanden mehr als 380 Personen den Tod.